# Puurs Titans
De Puurs Titans (eerder Bornem Titans) is een Belgisch voormalig American footballteam met thuisbasis Puurs in de provincie Antwerpen. Het team werd in 2004 opgericht te Bornem (toen nog bekend als de Bornem Titans) en verhuisde in november 2011 naar Puurs. Voor het seizoen 2016 werden uit de Titans door samenvoeging met de Antwerp Diamonds de Antwerp Argonauts.
Er waren vier leeftijdscategorieën spelersgroepen binnen de Puurs Titans: Cadets (9-13 jaar), U16 (14-16 jaar), Juniors (16-19 jaar) en Seniors (ouder dan 19 jaar).
Zij behoorden met nog acht andere Vlaamse teams tot de Flemish Football League (FFL)-conferentie in de Belgian Football League (BFL).
De ploeg werd opgestart door Filip Merckx, die in zijn studentenjaren nog bij de Leuven Lions had gespeeld. De ploeg werd in het begin gecoacht door de vanuit New York in Bornem ingeweken Amerikaan John Miceli.
Met het oog op expansie en toekomst voor jeugdspelers (Juniors & Cadets) verhuisde de ploeg naar buurgemeente Puurs, waar zij uitgebreide accommodatie konden verkrijgen. 

## Resultaten
- 2006: Vijfde in de FFL conferentie
- 2007: Vijfde in de FFL conferentie
- 2008: Vijfde in de FFL conferentie
- 2009: Derde in de FFL conferentie (playoffs BFL)
- 2010: Derde in de FFL conferentie (playoffs BFL)
- 2011: Vierde in de FFL conferentie
- 2012: Zesde in de FFL conferentie
- 2013: Derde in de FFL conferentie (playoffs BFL)

Belgian Bowl

Gerelateerde onderwerpen: European Federation of American Football (EFAF) · American Football Bond Nederland · Tulip Bowl